# Joseph Anton Mathes
Joseph Anton Mathes, auch Mattes (* 3. November 1800 in Deilingen, Oberamt Spaichingen; † 30. Mai 1874 in Stuttgart) war ein württembergischer Beamter und Politiker.

## Familie
Joseph Anton Mathes war der Sohn des Wundarztes Joseph Mathes (1754–1817) in Deilingen und der Elisabeth geb. Karle (1760–1817). 1835 heiratete er Julie Eble (1803–1895), sie hatten ein Kind.

## Beruf
Er begann als Assessor beim katholischen Kirchenrat, später war er Regierungsrat in Ellwangen. 1857 wurde er Oberregierungsrat in Stuttgart und Direktor der Ministerialabteilung für Straßen- und Wasserbau beim Innenministerium. 

## Politik
1844 wurde Mathes im Wahlkreis Spaichingen in den württembergischen Landtag gewählt, dem er bis 1848 angehörte. Zum zweiten Mal trat er 1856 für den Wahlkreis Ellwangen in den Landtag ein. 1862 trat er wieder im Wahlkreis Spaichingen an und konnte sein Mandat verteidigen. Er übte das Mandat bis 1868 aus.